# Кунико
Кунико (итал. Cunico) — коммуна в Италии, располагается в регионе Пьемонт, в провинции Асти.
Население составляет 520 человек (2008 г.), плотность населения составляет 76 чел./км². Занимает площадь 7 км². Почтовый индекс — 14020. Телефонный код — 0141.
Покровителем коммуны почитается святой апостол Варфоломей, празднование 24 августа.

## Демография
Динамика населения:

## Администрация коммуны
- Официальный сайт: http://www.comune.cunico.at.it